# Liste der Kulturdenkmäler in Weitersbach
In der Liste der Kulturdenkmäler in Weitersbach sind alle Kulturdenkmäler der rheinland-pfälzischen Ortsgemeinde Weitersbach aufgeführt. Grundlage ist die Denkmalliste des Landes Rheinland-Pfalz (Stand: 12. Juni 2023).

## Einzeldenkmäler
| Bezeichnung  | Lage                       | Baujahr   | Beschreibung                          | Bild            |
| ------------ | -------------------------- | --------- | ------------------------------------- | --------------- |
| Kaisergarten | südwestlich des Ortes Lage | nach 1871 | acht Linden und eine Eiche, nach 1871 | Fotos hochladen |